# Aalam-Warqe Davidian
Aalam-Warqe Davidian ( Awash, Etiopía, 1980) también conocida como Alamork Davidian es una directora y guionista de cine nacida en Etiopía que emigró a Israel huyendo de la guerra civil en el marco de la Operación Salomón y está casada con el también director Kobi Davidian.

## Actividad profesional
En Israel estudió en el internado de Green Village En 2003 inició estudios en el Tel Hai College of Film and Television Studies y dirigió el cortometraje Molo, que participó en festivales en Israel y fue galardonado con una mención en el Festival Internacional de Cineomo. También dirigió el documental Body Piercing que compara las  decoraciones corporales en la cultura africana y en la occidental, que ganó el Concurso del Festival de Cine de Jerusalén de 1997 y representó a Israel en una competencia estudiantil en Finlandia. Una vez cumplido su servicio militar, Davidian colaboró en el filme Bloody Engagement dirigido por Ada Oshpiz, que trata sobre la comunidad etíope en Israel, como investigadora y traductora.
En 2012  continuó sus estudios en la Escuela de Cine y Televisión Sam Spiegel en Jerusalén; estando allí dirigió el cortometraje Corky, sobre dos niñas de un barrio de inmigrantes etíopes, que fue exhibido en los Festivales de Cine de Jerusalén, Wiesbaden y Montreal, Canadá.
Dirigió varios cortometrajes, incluyendo Facing The Wall, acerca del primer día en Israel de una joven emigrante etíope, que ganó el Premio a la Mejor Película en el Festival de Cine Estudiantil de Tel Aviv y Transitions, el cortometraje experimental cuya dirección compartió con Kobi Davidian.
Su debut en el largometraje fue cuando dirigió Fig Tree, después que su proyecto fuera elegido en 2014 en el Laboratorio de Cine Internacional Sam Spiegel y ganara el premio de 50000 dólares. No obstante no tener asegurada la financiación de la película, Alamork Davidian decidió comenzar la filmación, que se realiza en Etiopía con actores locales aficionados ajenos al circuito teatral etíope, en el mes de noviembre de 2016 porque consideré que era la mejor época desde el punto de vista del clima y de la luz. 
Esta película está basada en sus memorias juveniles cuando a los 11 años escapó de su país natal, si bien aclara que no es un  filme autobiográfico.

## Filmografía
Director
- Fig Tree  (2018)
- Transitions (cortometraje, 2016) conjuntamente con Kobi

Davidian
- Facing the Wall (cortometraje, 2016)
- Con nosotros (cortometraje, 2011)
- Corky (cortometraje, 2010)
- Opuestoll (cortometraje, 2007)
- Body Piercing (cortometraje, 1997)

Guionista
- Fig Tree  (2018)
- Transitions (cortometraje, 2016)
- Facing the Wall (cortometraje, 2016)

Asistente de dirección
- Alim adumim  (2014)
- Kosnice  (2012) (segmento Jerusalem)

Productor
- Transitions (cortometraje, 2016) conjuntamente con Kobi Davidian
- Tikun (cortometraje, 2014)

Editor
- Underwater (cortometraje, 2014)

## Premios y nominaciones deFig Tree
Festival Internacional de Cine hecho por Mujeres, España 2019
- Premio a la mejor película[5]

Festival de Cine Judío de Atlanta, 2019
- Aalam-Warqe Davidian ganadora del Premio del Jurado a nuevos directores

Academia de Cine de Israel, Premios 2018
- Daniel Miller ganador del premio al mejor director de fotografía
- Aalam-Warqe Davidian nominada al Premio al Mejor Guion
- Fig Tree nominada al Premio a la Mejor Película
- Arik Lahav-Leibovich nominado al Premio a la Mejor Edición
- Dani Avshalom nominado al Premio a la Mejor Dirección de Arte

Festival Internacional de Cine de Haifa, 2018
- Fig Tree nominada al Premio a la Mejor Película en competición

Festival Internacional de Cine de Seattle, 2019
- Fig Tree nominada al Premio del Jurado Futura Ola Juvenil a la Mejor Película de Ficción.

Festival Internacional de Cine de Toronto, 2018
- Ganadora del Premio del Público Eurimages a la mejor directora.[6]

Festival de Cine Africano de Tarifa-Tánger, 2019
- Fig Tree ganadora del Premio a la Mejor Película de Ficción en la sección Hipermetropía.[7][8]

## Premios porFacing the Wall
Festival de Cine de Jerusalén, 2015
- Premio Van Leer al mejor cortometraje

Festival Internacional de Cine para Estudiantes, 2015
- Premio al mejor cortometraje independiente